# Francey Hill
Der Francey Hill ist ein niedriger, felsiger und verschneiter Hügel im ostantarktischen Mac-Robertson-Land. In der Aramis Range der Prince Charles Mountains ragt er 5 km südlich des Mount McKenzie auf.
Luftaufnahmen der Australian National Antarctic Research Expeditions aus dem Jahr 1960 dienten seiner Kartierung. Das Antarctic Names Committee of Australia benannte ihn nach Roger J. Francey, Strahlenphysiker auf der Mawson-Station im Jahr 1964.